# Simpaticomimético

Estructura química de la epinefrina.

Estructura química de la norepinefrina.

En farmacología, las sustancias simpaticomiméticas, agonistas adrenérgicas o simplemente adrenérgicas actúan como agonistas del sistema simpático simulando los efectos de las catecolaminas epinefrina (adrenalina), norepinefrina (noradrenalina) y dopamina. Pueden estimular directamente los receptores adrenérgicos o estimular la producción de noradrenalina en las terminaciones simpáticas. Los medicamentos simpaticomiméticos elevan la presión sanguínea y tienden a ser bases débiles. La epinefrina es sintetizada por el cuerpo de la norepinefrina causando estimulación del sistema nervioso central, por ello, las aminas simpaticomiméticas caen dentro de un grupo de drogas estimulantes. Muchos de ellos tienen acciones terapéuticas y pueden potencialmente causar abuso de sustancias, inducir tolerancia y drogodependencia.

## Mecanismos de acción
Las drogas simpaticomiméticas actúan por mecanismos precursores de la síntesis de catecolaminas, bloqueando el transportador de la norepinefrina, siendo agonistas de receptores adrenérgicos, por la inhibición del metabolismo tanto de la epinefrina como de la norepinefrina y/o por inhibición colinérgica.

### Precursor de síntesis
Los precursores en la síntesis de las catecolaminas estimulan las cascadas de producción de las catecolaminas, tal como lo hace el medicamento levodopa.

### Bloqueo del transportador de norepinefrina
Los clásicos medicamentos simpaticomiméticos son las anfetaminas (incluyendo el MDMA) y la cocaína, los cuales actúan bloqueando y revirtiendo la actividad del transportador de la norepinefrina (NET). El NET es una proteína transportadora que se encuentra sobre la superficie de algunas células y que reduce la concentración de adrenalina y noradrenalina del espacio extracelular hacia el interior de la célula, terminando así los efectos de la señalización celular.

### Agonismo del receptor adrenérgico
La estimulación directa de los receptores adrenérgicos α y β puede producir efectos simpaticomiméticos. El albuterol es un ejemplo clásico de un agonista directo del receptor adrenérgico β2.

### Inhibición del metabolismo de la epinefrina y norepinefrina
La inhibición del metabolismo de la epinefrina y norepinefrina puede producir efectos simpaticomiméticos. Ambas hormonas son metabolizadas principalmente por la enzima monoamino oxidasa (MAO). Los inhibidores de monoamino oxidasa se usan para aliviar ciertos tipos de depresión mental por medio de este mecanismo. Los inhibidores de la enzima catecol-O-metil transferasa pueden igualmente disminuir el metabolismo de la epinefrina y norepinefrina.

### Inhibición colinérgica
Las drogas simpaticomiméticas pueden actuar inhibiendo el sistema de oposición del sistema nervioso simpático, es decir, al sistema nervioso parasimpático. Ocurre al inhibir los efectos de la acetilcolina al inhibir su liberación de la vesícula sináptica (como lo hace la toxina botulínica) o siendo antagonista de los receptores colinérgicos (tal como la atropina, escopolamina y la tubocurarina).

## Clasificación

### No catecolamínicos con acción sobre los receptores α1

#### Por vías sistémica y tópica
- Fenilefrina
- Fenilpropanolamina
- Etilefrina

#### Por vía tópica exclusivamente
- Oximetazolina
- Xilometazolina
- Tramazolina

### No catecolamínicos con acción sobre los receptores β2

#### Broncodilatadores
- Salbutamol
- Clembuterol

##### De acción corta
- Salbutamol
- Terbutalina
- Fenoterol

##### De acción prolongada
- Salmeterol
- Formoterol

## Reacciones cruzadas
Ciertas sustancias como la cocaína tienen también efectos sobre la dopamina y algunas como el MDMA afectan a la serotonina.